# يحيى بن الحارث الذماري
يحيى بن الحارث الذماري قارئ من قراء القرآن الكريم وأحد رواة الحديث النبوي ، اسمه أبو عمرو يحيى بن الحارث الذماري الغساني ويقال أبو عمر الشامي الدمشقي وذمار قرية باليمن  ، وهو قارئ أهل الشام و كان إمام جامع دمشق، ذكره خليفة بن خياط في الطبقة الثالثة من أهل الشام، وكذلك ذكره محمد بن سعد في كتاب الصغير وذكره في كتاب الكبير في الطبقة الرابعة وقال كان عالما بالقراءة في دهره يقرأ عليه القرآن وكان قليل الحديث  ، وذكره أبو الحسن بن سميع في الطبقة الخامسة، وذكره أبو زرعة الدمشقي في تسمية الأصاغر من أصحاب واثلة بن الأسقع وغيره .

## روايته للحديث
روى الحديث عن سالم بن عبد الله بن عمر وسعيد بن المسيب وعبد الله بن عامر اليحصبى والقاسم أبى عبد الرحمن وأبى الأزهر المغيرة بن فروة ونمير بن أوس الأشعرى وواثلة بن الأسقع وأبى أسماء الرحبى وأبى الأشعث الصنعانى وأبى سلام الأسود، روى عنه الحديث إسحاق بن مالك الألهانى الحضرمى وإسماعيل بن عياش وأيوب بن تميم التميمى القارئ وثور بن يزيد الرحبي والحسن بن ذكوان البصري وخالد بن يزيد بن صالح بن صبيح المري وسعيد بن عبد العزيز وسويد بن عبد العزيز وصدقة بن خالد وصدقة بن عبد الله السمين وعبد الله بن عيسى بن عبد الرحمن بن أبي ليلى وعبد الرحمن بن ثابت بن ثوبان وعبد الرحمن بن عمرو الأوزاعي وعراك بن خالد بن يزيد بن صالح بن صبيح المري وعمر بن عبد الواحد وعمر بن يحيى بن الحارث الذماري ومحمد بن جحادة ومحمد بن شعيب بن شابور ومدرك بن أبي سعد الفزارى ومسلمة بن على الخشنى والنعمان بن المنذر والهيثم بن حميد الغسانى والوليد بن مسلم ويحيى بن حمزة الحضرمى وأبو عبد الملك القارئ.

## الجرح والتعديل
قال إسحاق بن منصور عن يحيى بن معين في يحيى بن الحارث الذماري أنه ثقة، وقال عباس الدوري عن يحيى بن معين ليس به بأس، وقال عثمان بن سعيد الدارمي عن دحيم ثقة، وقال يعقوب بن سفيان الفارسى ليس به بأس، وقال أبو حاتم ثقة كان عالما بالقراءة في دهره بدمشق وقال في موضع آخر صالح الحديث، وقال أبو عبيد الآجري عن أبي داود ثقة وقال في موضع آخر لا بأس به، وذكره ابن حبان في كتاب الثقات .

## وفاته
نوفي سنة 145 هـ في خلافة الخليفة العباسي أبو جعفر المنصور وهو ابن سبعين سنة.